# Италијанско бомбардовање Битоља
Италијанско бомбардовање Битоља 5. новембра 1940. је био инцидент који су изазвали италијански авиони бомбардовавши Битољ током Грчко-италијанског рата, при чему је погинуло 9 цивила, а 21 повређен, иако Југославија и Италија нису биле у рату и имале закључен споразум о ненападању. Италијанска страна је тврдила да је до бомбардовања дошло грешком приликом бомбардовања Грчке.

## Позадина
Италија је од 1918. до 1941. године била највећа спољнополитичка претња постојању Југославије и од свих југословенских суседа је имала према њој највеће империјалистичке интересе. Италија на Париској мировној конференцији није добила територије обећане Лондонским споразумом зарад њеног учествовања у Првом светском рату и зато је спонзорисала сваки антијугословенски покрет, од црногорских сепаратиста па све до усташа. Италија је, као и Аустроугарска, још у време Првог балканског рата и Скадарске кризе имала империјалистичке планове у Албанији. Она је Тиранским споразумима из 1926. и 1927. наметнула свој протекторат у Албанији, а у априлу 1939. је окупирала и прикључила је италијанској круни. Тако је граница између Југославије и Италије била силно увећана.
Југославија је доследно водила мирољубиву политику и није била у ратном односу ни са једном другом државом. Међутим, у Европи се од 1. септембра 1939. водио Други светски рат и Силе Осовине су до октобра 1940, у првом реду Немачка, биле окупирале више држава, међу њима и Француску, највећег југословенског савезника у међуратном периоду. Поред тога, Југославија је после анексије Аустрије Немачкој марта 1938. имала јаку и опасну Немачку за непосредног суседа, а већ је имала заједничку границу на Истри, код Ријеке и Задар и у окупираној Албанији са Италијом, другим чланом Осовине.
Охрабрен лаким и великим успесима својих немачких савезника и британском очајничком ваздушном одбраном, Мусолини је почетком јесени решио да нападне Југославију преко Словеније и Хрватске. Италијани су од Немаца затражили дозволу да део своје војске и опреме пребаце на немачку територију, тако да Југославију могу напасти и из правца Аустрије, али Хитлер је ту молбу одбио, желећи мир на јужним немачким границама пред планирану инвазију на Совјетски Савез и у страху да би Британци могли добити прилику да разместе своје трупе у Југославији. Тај одговор је присилио Мусолинија да одступи и крајем септембра се одлучио да не изврши напад на Југославију и наредио демобилизацију италијанских резервиста. Југословенска страна није ни била свесна непосредне опасности. Италијански генерали су се сложили са одустајањем од напада на Југославију, али не и са демобилизацијом резервиста. Дошло је до делимичне демобилизације италијанске војске, и тако ослабљен, Мусолини се, овај пут без саветовања са Хитлером, одлучио да нападне Грчку, оптужујући је за савез са Британцима. Уверена да ће брзо савладати Грчку, Италија је 28. октобра 1940. пред зору упутила Грчкој немогућ ултиматум са роком да се на њега одговори за три сата, али је већ пре грчког одговора италијанска војска прешла грчку границу.
Италијанска инвазија Албаније, а потом и Грчке, била је за Југословене страшан шок, јер је претила потпуном изолацијом Југославије од пријатељски настројених држава, затварајући сваки приступ Солуну. Надаље, сви југословенски одбрамбени планови у међуратном периоду су узимали у обзир повлачење ка Солуну у образовање новог Солунског фронта уз француску и британску помоћ.

## Напад
Први напад на Битољ десио се око поднева 5. новембра, што је био пијачни дан. Три италијанска бомбардера су избацила бомбе у близини железничке станице и Официрског дома у Битољу. Други напад је уследио око 14:30. У нападима је погинуло 9 цивила, док је повређено око 20 особа.

## Последице
Иако се Југославија прогласила неутралном у Грчко-италијанском рату, није се доследно придржавала. Грцима је било дозвољено да на тлу Југославије организују складишта хране и муниције, југословенска влада је тајно испоручивала материјал из магазина у гарнизонима близу грчке границе и толерисала приватно организовани (иначе забрањени) извоз коња, као и извоз муниције из фабрике Вистад у Грчку. С друге стране, Југославија је одбила транзит немачке помоћи Италији преко своје територије, оправдавајући то својом неутралношћу.